# 中國姓氏
中国姓氏，是指在中國境內，以一个汉字或两个以上汉字所构成的姓；超过两个汉字的姓，多为少数民族姓氏的音译。

## 漢族姓氏
漢姓指的是漢民族或其他民族採用的漢族姓氏或漢族風格姓氏（漢風或漢化的姓氏）。漢姓一般由一個漢字組成（單姓），也有少部分以兩個或以上漢字組成（複姓）。漢民族的傳統姓名系統（漢族人名）中包括姓、氏、名、字、號等（現在一般人只有姓與名，部分人或會使用化名、筆名、網名等）。

## 少数民族姓氏
汉族的姓氏，也和少数民族的姓氏在历史上互相影响。通常少数民族进入中原後，受汉文化影響，姓氏也采用汉字。开始多是音译，大部分是三字以上的姓氏，如北魏皇室拓跋氏與清皇室的愛新覺羅。《辽史》中有叫耶律马驴者。叶隆礼的《契丹国志》稱：“契丹族本无姓氏，惟各以所居地名呼之”。
后来为了简便使用，或出於政治原因，许多少数民族改用单姓，如：北魏孝文帝孝文漢化政策，令拓跋氏改漢姓為元姓。清朝滅亡後，不少姓愛新覺羅的人改漢姓為金姓。
也有少数仍維持两个字或以上的姓氏，如长孙、尉迟等。另外，少数民族汉化的同时，也创造了一些新姓氏，就如傣族的刀姓。

### 朝鮮族姓氏
朝鮮族姓氏皆為漢式姓氏，主要有金（김）、李（리/이）、朴（박）、崔（최）、鄭（정）、姜（강）、趙（조）、尹（윤）、張（장）、姚（요）、林（림/임）、吳（오）、韓（한）、申（신）、徐（서）、權（권）、黃（황）、安（안）、宋（송）、柳（류/유）、洪（홍）。

### 滿族姓氏
滿族姓氏有愛新覺羅、伊尔根觉罗、舒舒觉罗、通颜觉罗、嘉穆瑚覺羅、西林覺羅、舒穆祿、瓜尔佳。
清亡以後滿族人多取漢姓，如金姓、王姓、范姓、艾姓、罗姓、肇姓、郎姓等。

### 蒙古族姓氏
大部份中國的蒙古族沒有姓氏，少部份會取漢姓。
- 孛儿只斤氏（也記作博尔济吉特氏，包括現在的白姓、包姓、寶姓）
- 兀良合氏（現在簡寫為乌或吳，郭尔罗斯前旗王爷驻京代办富格日特远祖兀良合人，本姓乌和吴，但富格日特的后代已取“富”为姓了）。
- 蔑儿吉骀氏（包括後來的脱脱姓）。
- 孟（出生在科尔沁左翼中旗的民族英雄嘎达梅林，从他先祖莫勒特图以后，开始取“莫”字为姓，谐音记作孟，所以嘎达梅林汉名叫作孟青山）。
- 奥鲁（後改姓為奥）。
- 蒙。
- 锡拉特（蒙古语为黄，後译成漢語黄姓）。
- 查干（蒙古语意为白，後译成漢語白姓）。
- 呼和（蒙古語意为蓝，译为蓝姓）。
- 阿拉坦（蒙古語意为金，後译成漢語金姓）。
- 霍
- 包爾吉古德

### 回族姓氏
漢化姓氏主要有馬姓、黑姓、海姓、李姓、白姓、王姓、郭姓、夏姓、穆姓等。

### 維吾爾族姓氏
中國境內的維吾爾族一般沒有姓氏，他們的名字由己名（自己的名字）和父名組成。

### 哈薩克族，塔吉克族，柯爾克孜族姓氏
同維吾爾族

### 藏族姓氏
藏族一般沒有姓氏。西藏1959年解放前，貴族有姓氏，如阿沛、拉鲁等既是姓氏，又是庄园的名称，班禅额尔德尼、策墨林等则是活佛的封号作姓氏。西藏和平解放後，隨著老一代西藏贵族的逐渐故去，贵族姓氏也开始随之淡出歷史。部分藏人也会有汉姓，如平措汪杰汉名闵志成，第五世嘉木样活佛汉名黄正光，而被视为藏族的白马人则普遍有汉姓，其中杨姓居多。

### 羌族姓氏
布

### 彝族姓氏
魯納婁于古母遮熟多吐母苦啊德補啊喜姓

### 傣族姓氏
主要有刀姓等。

### 苗族姓氏
自從改土歸流後，苗族人基本已改用漢姓，如今生活在東南亞的苗族由於遷出時間晚於明清改土歸流，也都有漢姓（如王寶、布兰达·宋
）。但在本族內用本族語稱呼時，多使用苗姓，例如（括號內為苗姓的漢語記音）：湘西苗語：吳（代削）、龍（代哶）、麻（代卡）、石（代瓜）等。

### 壯族姓氏
韦（壮族第一大姓）、覃（与“秦”同音）、陆、罗、雷、莫、黄、周、李、成、马等。

### 京族姓氏
京族姓氏為漢式姓氏，主要有刘姓、阮姓、黎姓、李姓、黄姓、吴姓、苏姓、武姓、裴姓、曾姓、丁姓等。

### 畲族姓氏
主要有盘姓、钟姓、蓝姓、雷姓，其中蓝和兰通用

## 姓氏数量
中国各个民族一共有多少姓氏是难以说清的。宋代《百家姓》共收录504个姓氏；明代陈士元编的《姓镌》共收录单姓、复姓3625个；1978年通过户籍和邮电部门对七大城市汉字姓氏进行统计，得2587个；1984年人民邮电出版社《中国姓氏汇编》共收集单姓、复姓5730个；王素存著《中华姓府》收集古今汉字姓氏7720个；1996年北京教育科学出版社《中华姓氏大辞典》收录中国国古今各民族用汉字记录的姓氏一共有11969个。

## 参看
- 常见姓氏列表
- 中國姓氏列表
- 中國姓氏排名
- 士族 (中国)
- 堂号
- 中國人名
- 表字
- 百家姓
- 日本姓氏
- 朝鲜民族姓氏列表
- 越南姓氏

## 外部連結
- 中華百家姓一覽
- 山西新聞網--尋訪稀罕姓
- 公安部统计分析显示：王姓成为我国第一大姓（页面存档备份，存于）